# عبدالله دوکوره
عبدالله دوکوره (فرانسوی: Abdoulaye Doucouré‎؛ زادهٔ ۱ ژانویهٔ ۱۹۹۳) بازیکن فوتبال اهل مالی است.
از باشگاه‌هایی که در آن بازی کرده‌است می‌توان به رن، واتفورد و گرانادا و اورتون اشاره کرد.